# Niebieski szlak turystyczny Kuźniaki – Pogorzałe
 Niebieski szlak turystyczny Kuźniaki – Pogorzałe – szlak turystyczny na terenie Gór Świętokrzyskich. Szlak został wytyczony i oznakowany w latach 1959–1960 z inicjatywy Witolda Wigury i Teodora Zielińskiego. W 1972 r. szlak został przemalowany na niebieski.

## Opis szlaku
Szlak imienia Stanisława Malanowicza.

## Przebieg szlaku
| Odległość | Atrakcje                                   | Punkt                                 | Skrzyżowania szlaków                                    |
| --------- | ------------------------------------------ | ------------------------------------- | ------------------------------------------------------- |
| 0,0 km    | ruiny                                      | Kuźniaki PKS                          | Główny Szlak Świętokrzyski im. Edmunda Massalskiego     |
|           |                                            | Dobrzeszów                            |                                                         |
| 5,0 km    | rezerwat roślinny · skały · punkt widokowy | Góra Dobrzeszowska                    |                                                         |
| 7,0 km    | miejsce bitwy                              | Gruszka                               |                                                         |
| 8,0 km    |                                            | Jóźwików PKS                          |                                                         |
| 13,0 km   |                                            | Węgrzyn                               |                                                         |
| 14,0 km   |                                            | Grębosze                              |                                                         |
| 15,0 km   |                                            | Mościska Małe                         |                                                         |
| 16,0 km   |                                            | Mościska Duże                         |                                                         |
| 22,0 km   | muzeum · zabytek techniki                  | Sielpia Wielka PKS                    | rezerwat Diabla Góra – Łączna                           |
| 23,5 km   |                                            | Sielpia Kąpielisko PKS                |                                                         |
| 28,0 km   |                                            | Piekło                                |                                                         |
| 30,0 km   |                                            | Niebo                                 |                                                         |
|           |                                            | Izabelów                              |                                                         |
| 34,5 km   |                                            | Stadnicka Wola                        |                                                         |
| 37,0 km   | dwór · kościół · cmentarz · zabytek        | Końskie PKP, PKS                      | Końskie – Serbinów                                      |
| 38,5 km   |                                            | Końskie Stary Młyn                    |                                                         |
| 45,0 km   | zabytek techniki                           | Stara Kuźnica PKS                     |                                                         |
| 48,0 km   |                                            | Piasek                                |                                                         |
|           |                                            | Wielka Wieś                           |                                                         |
| 54,0 km   | zabytek                                    | Furmanów PKS                          |                                                         |
| 61,0 km   | rezerwat geologiczny                       | rezerwat Skałki Piekło pod Niekłaniem | Wólka Plebańska – rezerwat Skałki Piekło pod Niekłaniem |
| 65,5 km   |                                            | Borki                                 |                                                         |
| 67,0 km   |                                            | Rędocin                               |                                                         |
| 70,5 km   | rezerwat roślinny                          | rezerwat Ciechostowice                | Sołtyków – Bliżyn                                       |
| 73,5 km   |                                            | Majdów                                |                                                         |
| 74,5 km   |                                            | Łazy                                  |                                                         |
| 77,5 km   | cmentarz                                   | cmentarz partyzancki                  | Skarżysko Zachodnie – Skarżysko Kamienna                |
| 81,0 km   |                                            | Pogorzałe PKS, MPK                    | Skarżysko Zachodnie – Skarżysko Kamienna                |

## Galeria

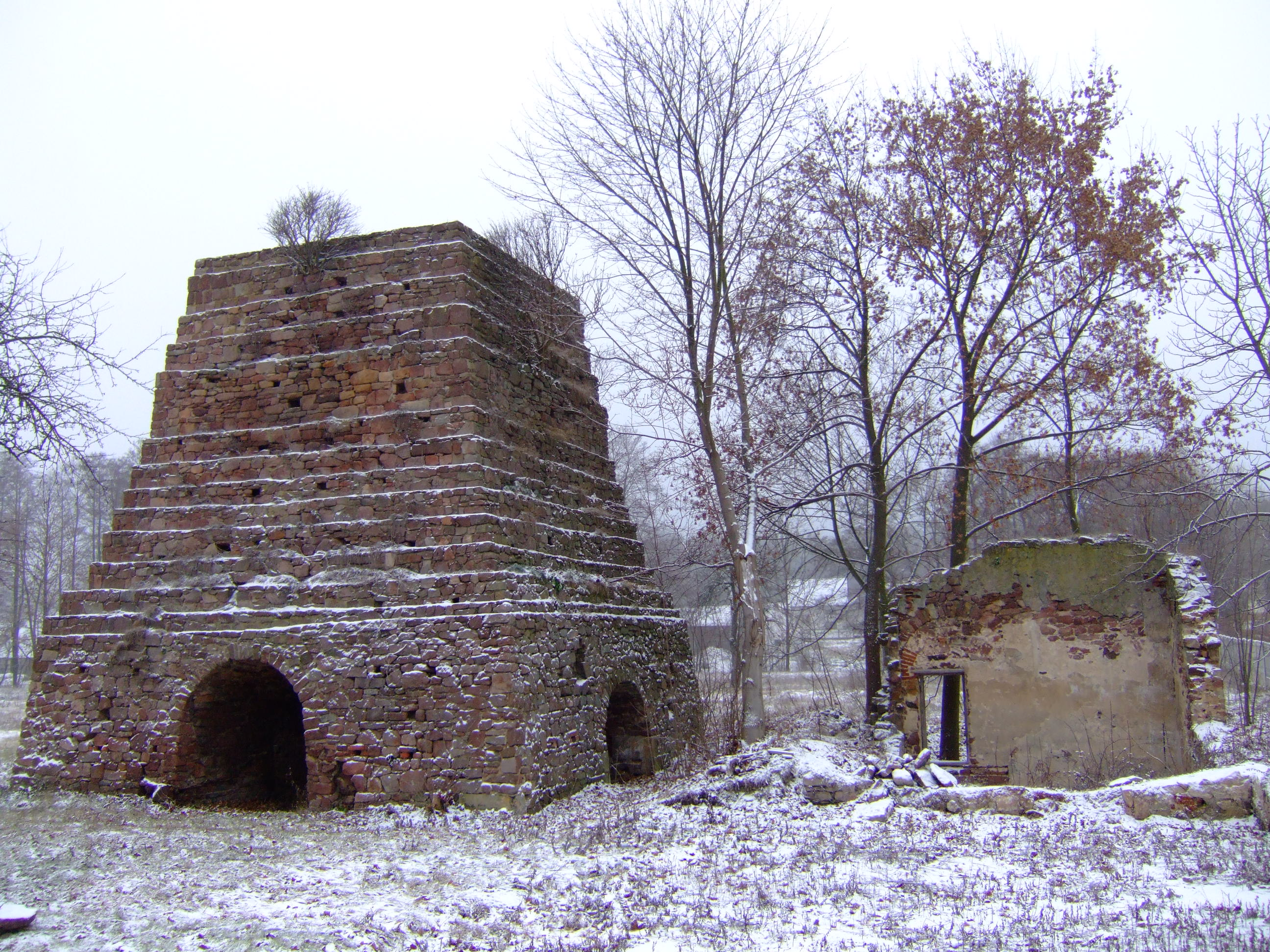
Wielki piec hutniczy w Kuźniakach
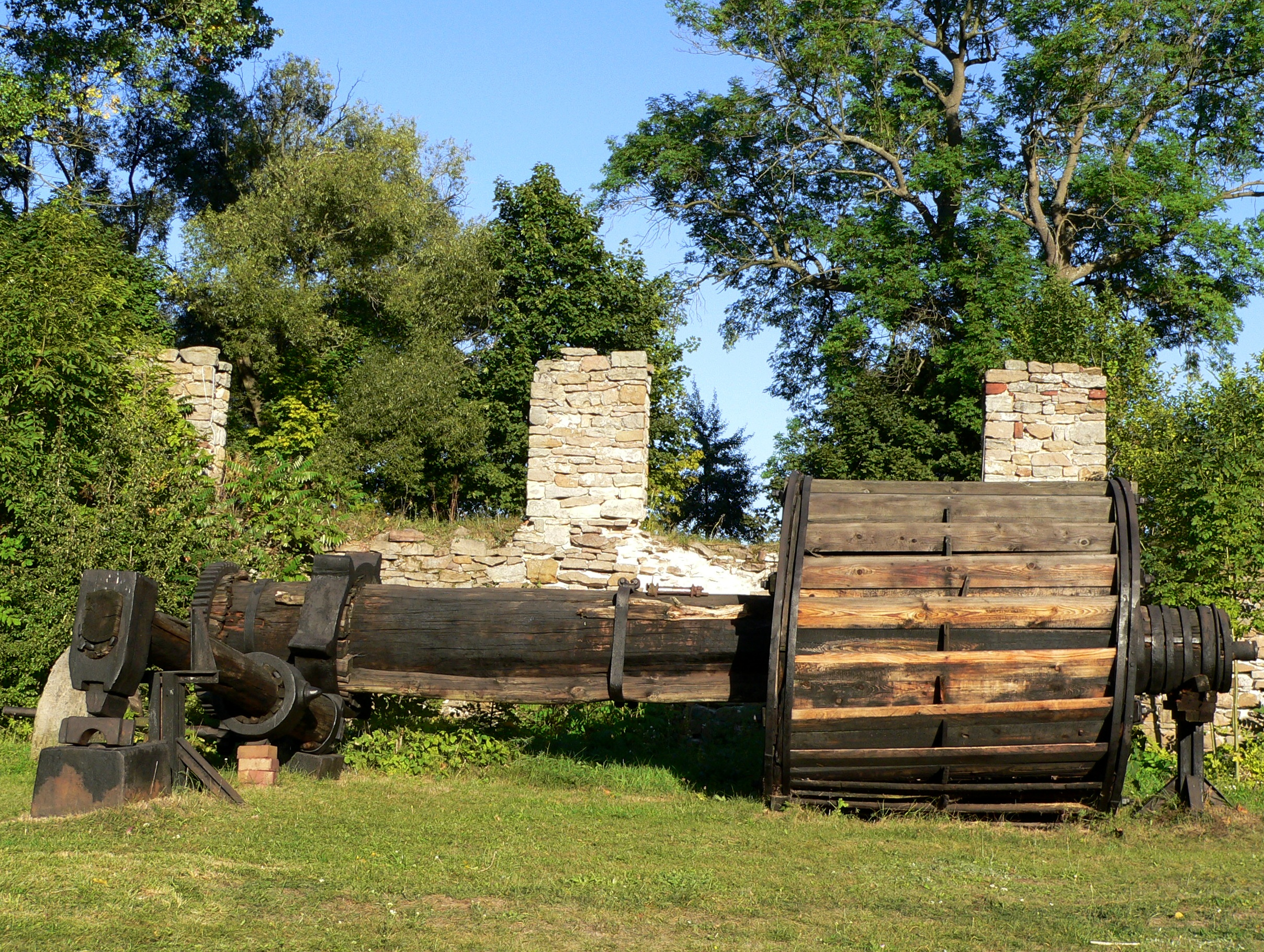
Koło wodne z młotem w muzeum w Sielpi Wielkiej
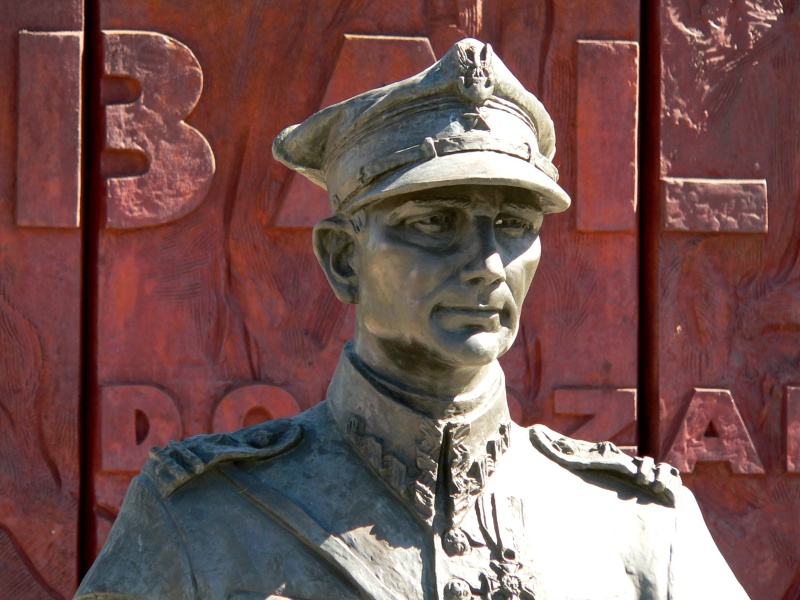
Pomnik Henryka Dobrzanskiego (mjr Hubal) w Końskich
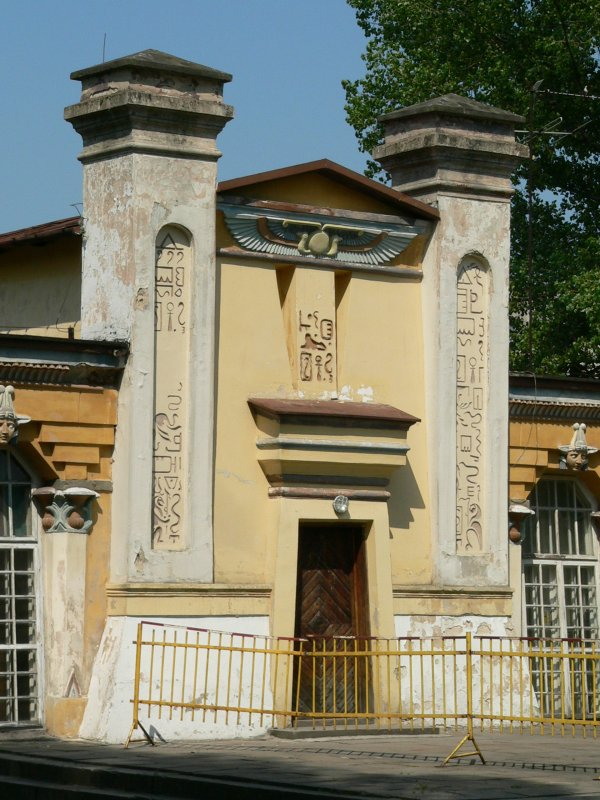
Oranżeria egipska w Końskich
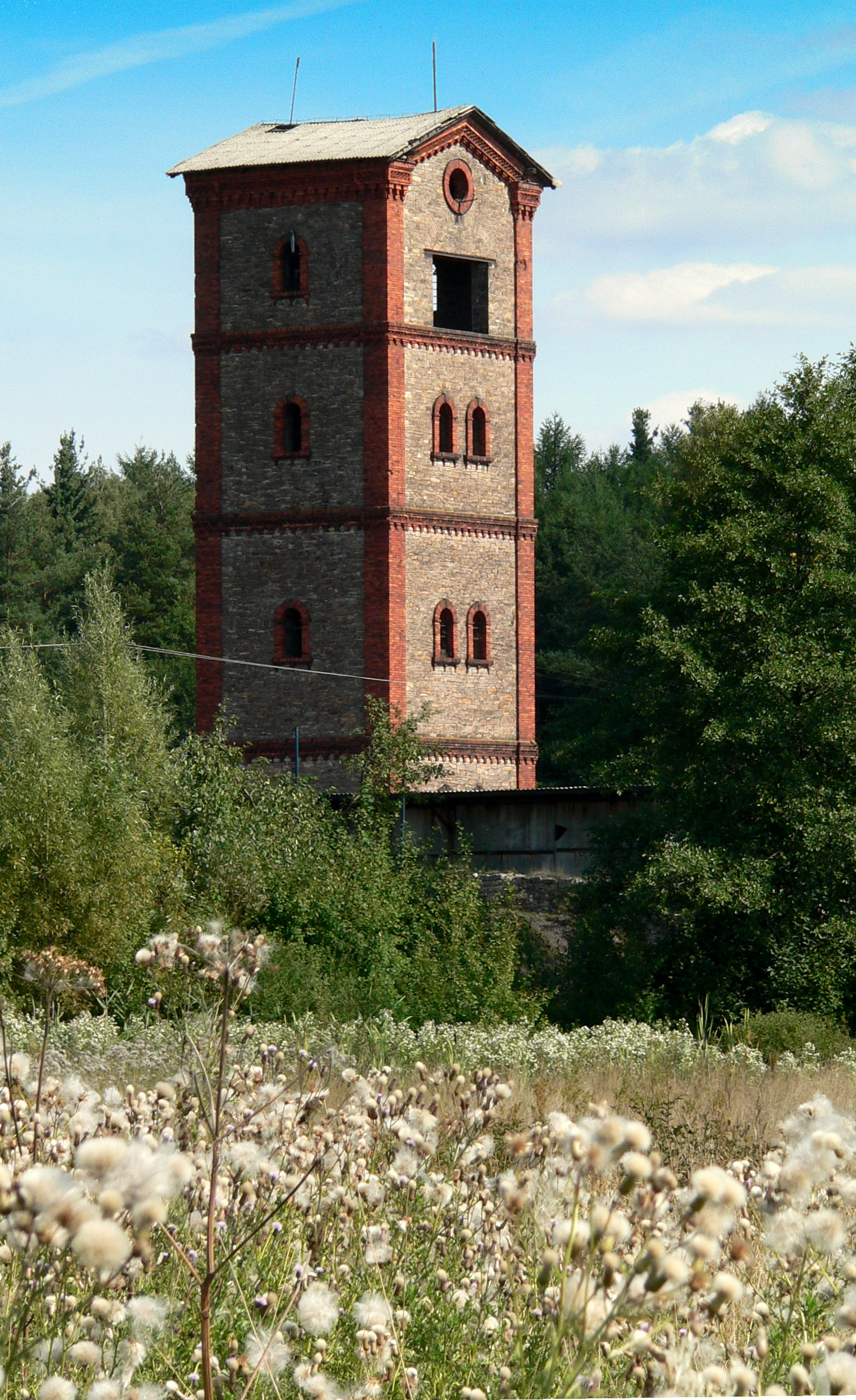
Wieża gichtociągowa w Furmanowie
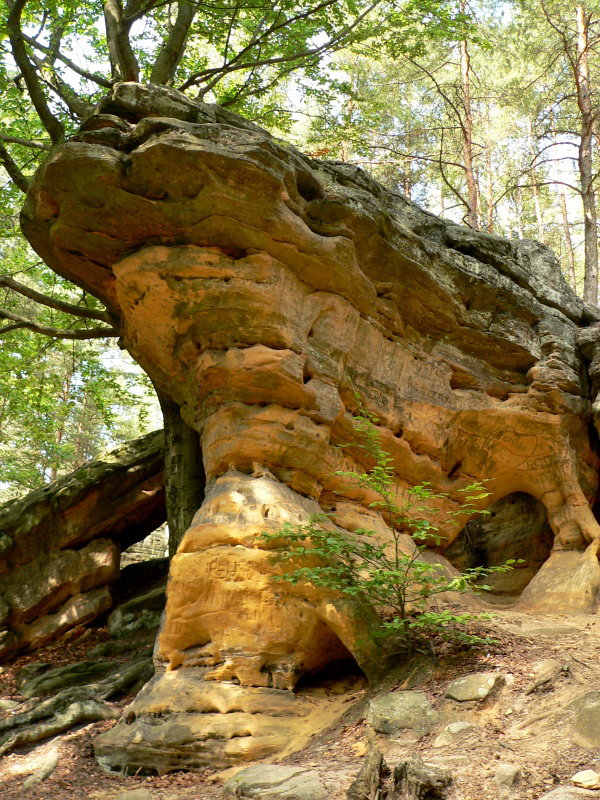
Skały w rezerwacie "Skałki Piekło pod Niekłaniem"